# جون ليهاي
جون ليهاي (بالإنجليزية: John Leahy)‏ ولد بنيو يورك في أغسطس 1950. عين رئيس العمليات والحرفاء في يوليو 2005، ويشغل أيضا منصب مدير المبيعات بإيرباص منذ أغسطس 1994. تشمل مسؤولياته كامل الجوانب في المبيعات، التسويق، العقود، مراقبة التحويلات، الكراء، تطوير الأعمال. وهو مسؤول عن الشركات التابعة لإيرباص (إيرباص أمريكا الشمالية، ايرباص الصين، ايرباص اليابان)، ومكاتب المبيعات المحلية. جون ليهاي هو عضو بالمجلس التنفيذي لإيرباص.